# Pterotolithus
Pterotolithus is een geslacht van straalvinnige vissen uit de familie van ombervissen (Sciaenidae).

## Soorten
- Pterotolithus lateoides (Bleeker, 1850)
- Pterotolithus maculatus (Cuvier, 1830)